# نیروهای سپاه تفنگداران دریایی اقیانوس آرام
نیروهای سپاه تفنگداران دریایی اقیانوس آرام (انگلیسی: United States Marine Corps Forces, Pacific) یا نیروهای تفنگداران دریایی ایالات متحده، اقیانوس آرام فرماندهی بخش خدماتی سپاه تفنگداران دریایی ایالات متحده آمریکا است، که خدمات خود را به فرماندهی اقیانوس هند-آرام ایالات متحده آمریکا ارائه می‌کند. این سازمان، بزرگترین فرماندهی میدانی در سپاه تفنگداران دریایی آمریکا است و قرارگاه مرکزی آن در کمپ اچ. ام. اسمیت در هاوایی قرار دارد. حوزه مسئولیت تفنگداران دریایی اقیانوس آرام، بیش از نیمی از سطح زمین را پوشش می‌دهد.
تفنگداران دریایی اقیانوس آرام از نیروی اول اعزامی تفنگداران دریایی و نیروی سوم اعزامی تفنگداران دریایی تشکیل شده است. هر یک از این ۲ نیروی زیرمجموعه شامل یک عنصر فرماندهی، یک عنصر رزمی زمینی (لشکرهای اول و سوم تفنگداران دریایی)، یک عنصر رزمی هوایی (بال‌های هوایی تفنگداران دریایی اول و سوم) و یک عنصر رزمی لجستیکی (گروه‌های لجستیکی تفنگداران دریایی اول و سوم) می‌باشد. نیروهای سپاه تفنگداران دریایی اقیانوس آرام در سال ۱۹۹۲ تأسیس شد.